# Zwijndrecht, Hà Lan
Để xem thành phố Bỉ có cùng tên, xem: Zwijndrecht, Bỉ.
Zwijndrecht (phát âmⓘ) là một đô thị và thành phố (tiếng Hà Lan: gemeente) ở tỉnh Zuid-Holland, Hà Lan. Đô thị này nằm ở mũi nam của đảo IJsselmonde, tại nơi hợp lưu của các sông Oude Maas, Beneden-Merwede, và Noord.
Thị xã Zwijndrecht là một trong những thành phố "Drecht". Là một phần của ngoại ô nam Rotterdam, đô thị này đã tăng trưởng từ 6.000 dân năm 1960, đến khoảng 42.000 dân ngày nay.